# Kennedia macrophylla
Kennedia macrophylla (danh pháp đồng nghĩa: Kennedya marryattae Lindley, Kennedia marryattae Lindley và Kennedia marryattiana Maund) là loài thực vật thuộc phân họ Đậu. Đây là loài bản địa của Tây Úc.